# 어맨다 포지
어맨다 포지(영어: Amanda Posey, 1976년 4월 1일 ~ )는 영국의 영화 프로듀서로, 《언 애듀케이션》(2009)과 《브루클린》(2015)의 제작자로 알려져 있다. 남편은 영화 각본가이자 그녀가 제작한 영화에서 각본을 여러 번 담당한 닉 혼비이다.

## 재작 참여 작품 목록
| 연도 | 제목                   | 원제                         | 배역                       | 비고 |
| ---- | ---------------------- | ---------------------------- | -------------------------- | ---- |
| 2005 | 날 미치게하는 남자     | Fever Pitch                  | 피터 패럴리, 로버트 패럴리 |      |
| 2009 | 언 애듀케이션          | An Education                 | 로네 시에비                |      |
| 2012 | 콰르텟                 | Quartet                      | 더스틴 호프먼              |      |
| 2014 | 롱 웨이 다운           | A Long Way Down              | 파스칼 쇼메일              |      |
| 2015 | 브루클린               | Brooklyn                     | 존 크롤리                  |      |
| 2016 | 그들 최고의 한 시간 반 | Their Finest Hour and a Half | 로네 시에비                |      |